# 잡초

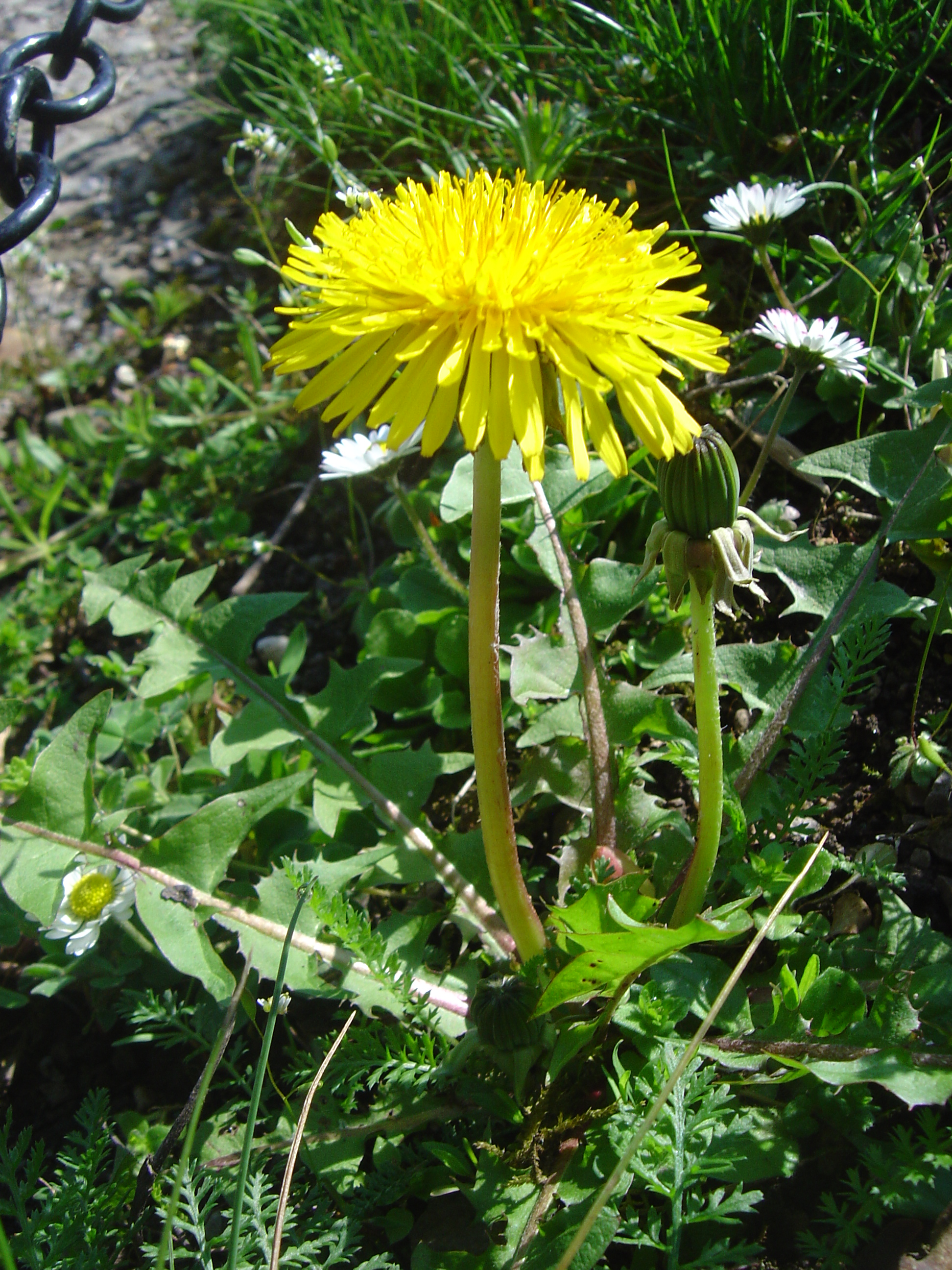
서양민들레는 전 세계에서 특히 유럽, 아시아, 아메리카 대륙에서 아주 흔한 잡초이다.

잡초(雜草, 영어: weed) 혹은 잡풀은 인간이 농경생활을 시작하면서 발생한 것으로 인간에 의해 재배되지 않고 저절로 나서 자라는 여러 가지 잡다한 풀로서 때와 장소에 적절하지 않은 식물이다. 대한민국 산림청 산림임업용어사전에 따르면 잡초는, "草本식물로서 苗圃 또는 林地에 發生해서 林業上 해로운 것. 나무의 경우에는 이것을 잡목(weed tree)이라고 한다."라고 정의하며, 미국의 시인 랠프 월도 에머슨은 잡초는, "그 가치가 아직 발견되지 않는 식물들." 이라고 했다. 하지만 정원사나 농부, 잡초 전문가들은 잡초를, "잡초는 농작물(crop)과 비교했을 때 그 가치가 조금 모자란 식물." 이라고 평가한다. 한마디로 잡초는 인간에 의해 구분된 식물집단이며, 과거에 잡초였다가 나중에 숨은 가치를 인정받아 농작물로 인정받기도 한다.

## 잡초의 식별
잡초는 일반적으로 꽃, 화서, 열매, 잎, 줄기, 뿌리의 형태적 특성에 따라 식별하게 된다. 잡초 검색표를 이용하는 것이 정확하지만 분류 용어에 익숙해야 하고 꽃이나 화서 등의 형태를 자세히 관찰 비교해야 하므로 어려운 점이 많다. 이런 경우 보통 잡초도감을 이용하여 잡초의 과(科)를 먼저 알아낸 후 사진 및 본문 내용을 바탕으로 확인한다.

### 잡초의 분류
잡초는 많은 종류가 있고 다양하기 때문에 식물분류학적 분류, 형태학적 분류에 따라 벼과잡초, 광엽잡초 및 방동사니잡초로 구분하며, 생활형에 따른 일년생잡초, 월년생잡초 그리고 다년생잡초로 나누고 있다. 그러므로 일반적으로 잡초를 부를 때는 벼과 일년생잡초·다년생잡초, 광엽 일년생잡초·다년생잡초 그리고 방동사니과 일년생잡초·다년생잡초 등으로 분류하거나 반대로 일년생 벼과잡초, 광엽잡초, 방동사니잡초 또는 다년생 벼과잡초, 광엽잡초, 방동사니잡초로 구분한다.

#### 식물분류학적인 분류
스웨덴의 식물학자 칼 폰 린네(Carl von Linné)에 따르면, 식물을 분류할 때의 기본단위인 종(種, species)은 대체로 같은 유전형질을 나타내는 개체군의 포괄집단이다. 종은 학명(學名, scientific name)으로 표시할 때에는 린네가 제창한 이명법(二名法, binomial nomenclature)을 사용하고 있으며, 이것은 속명(屬名, generic name), 종소명(種小名, species epithet) 및 명명자(命名者)의 이름을 함께 쓰도록 하는 방법이다. 예를 들면, 밭두렁이나 인가 또는 유휴지에 발생하는 닭의장풀의 학명은 Commelina communis L.이다. 여기서 속명은 Commelina이고, 종소명은 communis이며, 명명자는 Linne (Linne의 경우는 이명법의 제창자로 단지 L. 표기하여도 무방)이다. 국제적으로 속명과 종명은 이탤릭체로 표기하고(이탤릭체로 표기할 수 없을 때에는 밑줄을 그음), 속명은 대문자로 종소명은 소문자로 표기하기로 약속하였다.

#### 생활형에 따른 분류

##### 일년생잡초
일년생(annual weed)은 1년 이내에 한 세대의 생활사(life cycle)를 끝마치는 잡초를 의미한다. 일년생잡초는 포장에서의 발생시기에 따라 하계일년생(夏季一年生, Summer annual)과 동계일년생(冬季一年生, Winter annual)잡초로 구분한다. 하계일년생잡초는 봄에 발아하여 여름동안에 성장하고 가을에 결실한 다음 말라 죽는다(예 : 바랭이, 피, 쇠비름, 명아주). 동계일년생 잡초는 늦여름부터 초겨울 사이에 발아하여 겨울을 보낸후 이듬해 봄에 생장하고 봄부터 여름에 걸쳐 개화, 결실하고 말라 죽는다(예 : 뚝새풀, 냉이). 이들 일년생잡초는 주로 종자로 번식하며 많은 종자를 생산하는 관계로 잡초방제에서 주 방제대상이 된다.

##### 이년생잡초
이년생(biennial weed)은 1~2년 이내에 개화 결실하고 죽는 잡초이다. 야생당근(Daucus carota) 정도가 이년생잡초에 속하며 그 수는 많지 않다.

##### 다년생잡초
다년생(perennial weed)은 2년 이상 생존하는 잡초이다. 종자로도 번식 가능하나 대부분 영양기관에 의하여 번식한다. 민들레, 질경이, 갈대, 쑥, 애기수영, 올방개, 가래 등이 여기에 속한다.

#### 형태적 특성에 따른 분류

##### 벼과 잡초
벼과(-科, grasses) 잡초의 줄기에는 잘 구분될 수 있는 마디와 마디사이가 있고, 잎은 마디로부터 어긋나기로 나 있으며 잎은 줄기를 둘러싸서 보호하는 잎집(葉鞘, leaf sheath)과 잎몸(葉身, leaf blade)으로 나누어지는데 잎몸은 좁고 기다란 모양으로 잎맥(葉脈, leaf vein)이 평행하게 형성된 것이 특징이다. 피, 바랭이, 뚝새풀, 강아지풀, 갈대, 억새 등이 속한다.

##### 방동사니과 잡초
방동사니과(莎草科, sedges)에 속하는 잡초들은 벼과와 비슷한 점이 있으나 대부분 줄기 횡단면이 삼각형 모양이며 잎혀나 잎귀가 없다는 점으로 구분이 된다. 잎은 좁고 능선(稜線)이 있으며 끝이 뾰족하고 소수(小穗)에 작은 꽃이 달린다. 방동사니, 너도방동사니, 올방개, 매자기, 올챙이고랭이 등이 속한다.

##### 광엽 잡초
광엽(廣葉, broad leaves)잡초란 벼과잡초나 방동사니과잡초에 속하지 않는 식물로서 말 그대로 잎이 비교적 넓은 잡초이다. 잎은 주로 타원형, 난형, 피침형이며 잎맥이 그물처럼 얽혀 있는 것이 특징이다. 우리 주변에서 흔히 발생하는 망초, 토끼풀, 쑥, 냉이, 비름, 물달개비, 가래, 가막사리 등 많은 잡초가 이 범주에 속한다.

## 같이 보기
- 자연농법
  - 후쿠오카 마사노부 - 자연농법 창시자
- 제초제